# Géographie de Guernesey

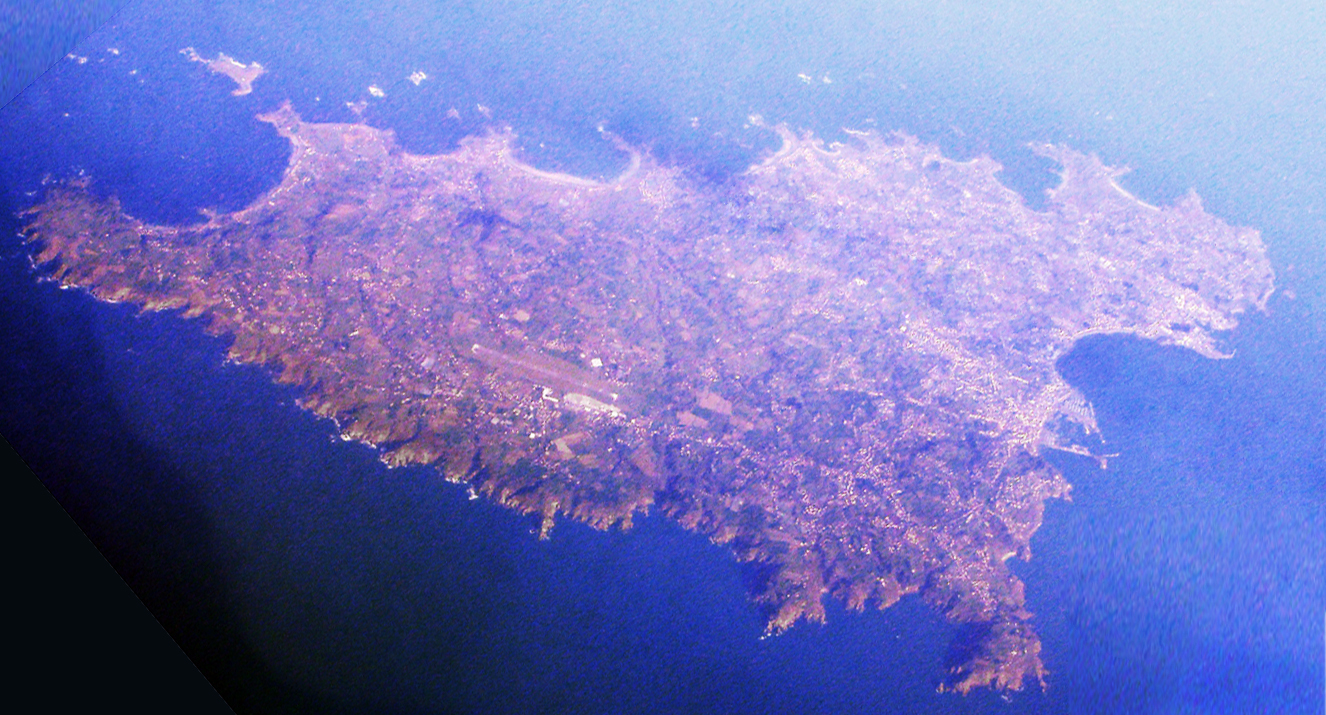
Vue aérienne de l'île de Guernesey.

La géographie de Guernesey englobe à la fois l'île principale du Bailliage de Guernesey, plus les trois îles de Sercq, d'Aurigny et de Herm formant toutes les quatre avec l'île de Jersey, les îles anglo-normandes situées dans le golfe de Saint-Malo à l'ouest de la côte normande.

## Géographie physique
Guernesey, Aurigny, Herm, Sercq, et quelques autres petits îlots ont une superficie totale de 78 kilomètres carrés et un littoral d'environ 50 kilomètres. L'île de Guernesey a une superficie totale de 63,4 kilomètres carrés. Guernesey se trouve à une cinquantaine de kilomètres à l'ouest de la côte normande et 120 kilomètres au sud de Weymouth, en Angleterre. L'île de Lihou ainsi que celle de la paroisse de Valle sont rattachées à Guernesey par des chaussées accessibles à marée basse (Braye du Valle). Au sud-ouest, le terrain est surtout constitué de basses collines. Le point le plus élevé à Guernesey est situé à Hautnez (111 m), à Aurigny au Le Rond But (101 m), dans l'île de Jethou (76 m) et Herm (98 m). Le groupe d'îlots des Casquets possèdent un remarquable phare.
Guernesey contient deux principales régions géographiques, le Haut Pas, un plateau méridional, et le Bas Pas de faible altitude avec des plages de sable au nord. Le Haut Pas est plus rurale des deux, tandis que le Bas Pas est plus résidentiel et industrialisée. Les ressources naturelles sont l'élevage et les terres cultivées. L'île de Guernesey possède un port en eau profonde à Saint-Pierre-Port.

### Climat
Le climat est tempéré avec des hivers doux et des étés chauds et ensoleillés. Les mois les plus chauds sont juillet et août, quand les températures sont généralement autour de 20 °C. En moyenne, le mois le plus froid est février avec une température moyenne de l'air de 6 °C. La neige tombe rarement, et elle est plus susceptible de tomber en février. La température descend rarement en dessous de zéro, même si le vent fort arctique peut parfois se faire sentir. Les mois les plus pluvieux sont novembre (en moyenne 104 mm), décembre (en moyenne 112 mm) et janvier (moyenne 92 mm). juillet est, en moyenne, le mois le plus ensoleillé avec 250 heures d'ensoleillement enregistrées; décembre, le moins avec 58 heures d'ensoleillement enregistrées.

## Géographie humaine

Évolution du littoral normand et formation des îles Anglo-Normandes.

La géographie de Guernesey est étroitement liée à celle de la Normandie voisine. Le littoral normand a évolué au cours des millénaires. Au moment de la Pangée, l'Europe était accolée au continent nord-américain. Elle s'en écarte progressivement, pour que l'océan Atlantique s'y engouffre. Le littoral normand va donc connaître plusieurs phases au gré des régressions et des transgressions marines. Durant le Pléistocène, le niveau de la mer va remonter très au-dessus du niveau actuel. Il y a 200 000 ans, le niveau de la Manche était à + 15 m NGF (nivellement général de la France) si on se réfère au croquis stratigraphique de D. Michelet, de la fouille archéologique de Port-Pignot dans le Nord Cotentin. Le territoire de la commune était donc sous les eaux, excepté le petit hameau de La Houlgate. Inversement, le littoral va se retirer à plus de 600 kilomètres des côtes actuelles. Il y a 20 000 ans, le développement des calottes de glaces autour des pôles et des principaux glaciers va faire baisser le niveau de la mer d'un peu plus de 100 mètres.
Ce va-et-vient maritime a progressivement détaché les îles Anglo-Normandes des côtes du Cotentin. Il était encore possible de se rendre à pied à Guernesey, il y a 8 000 ans. Il faudra attendre 4000 ans avant notre ère pour que Jersey, Chausey et les Minquiers ne soient plus accessibles par voie de terre.
De cette transgression marine, il subsiste le mythe de la forêt de Scissy qui devait alors s'étendre entre les îles Anglo-Normandes et les côtes du Cotentin. De nombreuses souches fossilisées ont été collectées sur la côte et sont actuellement au musée de Cherbourg. Les pêcheurs rapportent que certaines zones de pêche sont inaccessibles, du fait que leur filets s'arrachent sur des amoncellements de bois.